# Omar Elabdellaoui
Omar Elabdellaoui (* 5. Dezember 1991 in Oslo) ist ein norwegischer Fußballspieler. Er ist rechter Außenverteidiger, kann aber auch im rechten Mittelfeld eingesetzt werden. Er stand bis Ende 2024 beim heimischen Vizemeister FK Bodø/Glimt unter Vertrag und ist seitdem vereinslos.

## Karriere

### Verein
Elabdellaoui begann seine Karriere in der Jugend von Sagene IF sowie Skeid Oslo. Im Alter von 16 Jahren wechselte er zu Manchester City. Der U-18-Trainer Scott Sellars sagte ihm in einem Interview mit dem norwegischen Sender TV 2 im Januar 2010 eine „große Zukunft“ voraus. Elabdellaoui überzeugte mit guten Trainingsleistungen in der Jugend; er wurde für die erste Mannschaft für das Europa-League-Spiel gegen Juventus Turin am 16. Dezember 2010 nominiert. Sein Debüt für die zweite Mannschaft von Manchester City absolvierte Elabdellaoui am 6. Oktober 2009 beim 3:2-Sieg gegen die Reserve vom FC Sunderland. Insgesamt spielte er zwölf Partien in der Premier Reserve League. Im Anschluss an einen Fußbruch folgte eine Leihe zum Strømsgodset IF. Am 31. März 2011, dem letzten Tag des norwegischen Transferfensters, wurde Elabdellaoui bis zum Saisonstart in England gemeinsam mit seinen Teamkollegen Mohammed Abu und Razak Nuhu an den Drammener Verein Strømsgodset IF verliehen. Sein Debüt am 3. April 2011 endete mit einer 1:5-Niederlage gegen Start Kristiansand. Er absolvierte acht Partien, bis er sich am 28. Mai 2011 im Spiel gegen Fredrikstad FK den Fuß brach und zur Genesung nach Manchester zurückkehrte. Am 1. September 2011 kehrte er bis zum Ende der Saison 2011 nach Drammen zurück und spielte noch zweimal mit der Mannschaft. Nach Ende dieser Saison wollte Strømsgodset IF Elabdellaoui wieder für die Saison 2012 ausleihen, jedoch sah Elabdellaoui sich unwillig, wieder im Marienlyst-Stadion zu spielen, da er fürchtete, der Kunstrasen würde ihn wieder verletzen. So kehrte er zunächst zu Manchester City zurück. Im Juni 2012 unterschrieb Elabdellaoui einen Zweijahresvertrag bei Manchester City und wurde daraufhin im Juli 2012 für die Saison 2012/13 an den niederländischen Erstligisten Feyenoord Rotterdam verliehen. In der Eredivisie debütierte er am 2. September 2012 (4. Spieltag) bei Feyenoords 0:1-Niederlage gegen Vitesse Arnheim. Insgesamt kam er jedoch nur zu fünf Einsätzen in der Hinrunde 2012/13. Sein internationales Debüt gab er in den Playoffs zur UEFA Europa League beim 2:2 gegen Sparta Prag. 

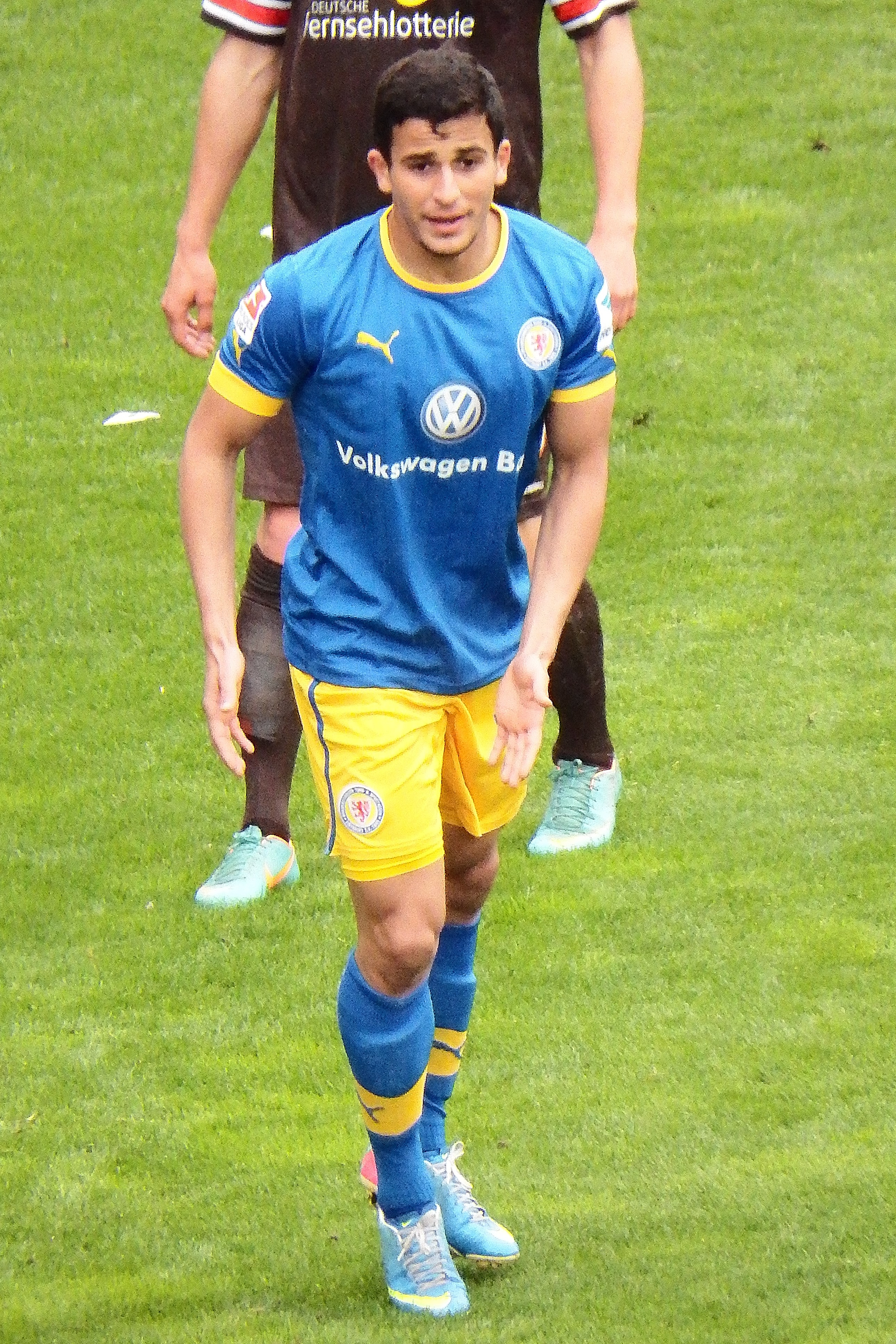
Omar Elabdellaoui 2013 bei Eintracht Braunschweig

Im Januar 2013 wurde er für den Rest der Spielzeit an den deutschen Zweitligisten Eintracht Braunschweig verliehen, der sich zudem eine Kaufoption sicherte. Empfohlen wurde der Wechsel von seinem Cousin Mohammed Abdellaoue, der ebenfalls Profifußballer war und zu diesem Zeitpunkt beim Erzrivalen Hannover 96 unter Vertrag stand. In seinen ersten drei Spielen bereitete er drei Tore vor. Im Mai 2013 nutzte Eintracht Braunschweig die Kaufoption und schloss mit Elabdellaoui einen Vertrag bis zum 30. Juni 2015. In dieser Zeit schaffte er seinen fußballerischen Durchbruch und avancierte zum Nationalspieler. Am Ende der Saison stieg er mit Braunschweig als Tabellenzweiter in die Bundesliga auf. In dieser debütierte er am 10. August 2013 (1. Spieltag) bei der 0:1-Niederlage im Heimspiel gegen Werder Bremen. Am 15. September 2013 (5. Spieltag) erzielte er mit dem Treffer zum 1:1-Endstand in der 70. Minute im Heimspiel gegen den 1. FC Nürnberg sein erstes Bundesligator. In 16 der 17 Saisonspiele stand er in der Startelf. Nach dem Abstieg mit Eintracht Braunschweig wechselte Elabdellaoui zur Saison 2014/15 zum griechischen Rekordmeister Olympiakos Piräus. 2015 wurde er zu Norwegens Fußballer des Jahres gekürt. Am 20. Januar 2017 wechselte Elabdellaoui auf Leihbasis bis zum Saisonende zum englischen Erstligisten Hull City. Dabei traf er wieder auf Trainer Marco Silva, unter dem er bereits in der Saison 2015/16 bei Olympiakos Piräus gespielt hatte.
Zur Saison 2020/21 wechselte der Außenverteidiger ablösefrei zu Galatasaray Istanbul und unterschrieb einen Dreijahresvertrag. Am 2. September 2022 gab der türkische Verein die einseitige Vertragsauflösung bekannt. Nach dreimonatiger Vereinslosigkeit gab am 2. Dezember 2022 der norwegische Vizemeister FK Bodø/Glimt die Verpflichtung des Abwehrspielers mit einem Zweijahresvertrag bekannt. Seit Ende 2024 ist er vereinslos.

### Nationalmannschaft
Von der 2006 bis 2013 absolvierte Elabdellaoui insgesamt 52 Partien für diverse norwegische Jugendnationalmannschaften und erzielte dabei fünf Treffer. Mit der U-21-Auswahl nahm er 2013 an der Europameisterschaft in Israel teil und kam dort zu einem Einsatz im Halbfinale gegen Spanien (0:3). Am 14. August 2013 debütierte er dann auch für die A-Nationalmannschaft in einem Freundschaftsspiel gegen die Schweden. Bei der 2:4-Auswärtsniederlage in Solna wurde er in der 73. Minute für Espen Ruud ausgewechselt. Bis 2021 bestritt der Außenverteidiger insgesamt 49 Länderspiele für Norwegen.

## Erfolge
- Griechischer Meister: 2015, 2016, 2017, 2020
- Griechischer Pokalsieger: 2020

FK Bodø/Glimt
- Norwegischer Meister: 2023, 2024

## Sonstiges
Seine drei Cousins Mohammed Abdellaoue, Mustafa Abdellaoue und Jones El-Abdellaoui sind ebenfalls Fußballprofis.